# Дубиска, Ирена
Ирена Дубиска (пол. Irena Dubiska; 26 сентября 1899, Иновроцлав — 1 июня 1989, Варшава) — польская скрипачка и музыкальный педагог.
В 1906—1912 годах училась в Берлине в Консерватории Штерна, в дальнейшем совершенствовала своё мастерство у Бронислава Губермана, с которым позже часто выступала дуэтом (критика порой называла Дубиску «Губерманом в юбке»), и Карла Флеша. Выступила с дебютным концертом в 1908 году в Виттенберге, много концертировала в Германии и лишь в 1919 году дебютировала в Польше. В 1919—1939 годах широко гастролировала по Европе. С 1927 года близко сотрудничала с Каролем Шимановским, исполняя его произведения, в том числе в дуэте с ним. В 1930 году основала Польский квартет, существовавший до 1939 года; попыткой возрождения этого квартета был в 1945—1947 годах Квартет имени Шимановского. Во время Второй мировой войны играла на скрипке в варшавских кафе. После войны особое признание получили выступления Дубиской дуэтом с другой значительной скрипачкой, Евгенией Уминьской, — для этого дуэта написана, в частности, Сюита для двух скрипок Михала Списака. В послевоенные годы преподавала в Высшей музыкальной школе в Лодзи. Неоднократно входила в жюри престижных международных конкурсов, в том числе Конкурса имени Чайковского.